# Pterophorus suspiciosus
Pterophorus suspiciosus is een vlinder uit de familie vedermotten (Pterophoridae). De wetenschappelijke naam van de soort is voor het eerst geldig gepubliceerd in 1921 door Edward Meyrick.